# 邓国章
邓国章（？—？），黑龙江人，中华人民共和国政治人物。
担任农业劳模、黑龙江省勃利县抢垦村农业生产合作社主任。1954年，当选第一届全国人民代表大会代表。